# Arcadia Publishing
Arcadia Publishing ist ein führender US-amerikanischer Verlag aus Mount Pleasant, South Carolina, spezialisiert auf Regionalgeschichte. Er wurde 1993 durch die britische Tempus Publishing (heute The History Press) in Dover, New Hampshire gegründet und ist seit 2004 unabhängig. Mittlerweile hat er über 100 Mitarbeiter. Der Verlag führt ca. 8.500 Bücher im Programm und verlegt mehrere hundert Neuerscheinungen im Jahr. Dabei stellt die Reihe „Images of America“ den wichtigsten Teil dar.